# برانكو رادوفانوفيتش
برانكو رادوفانوفيتش هو لاعب كرة قدم صربي في مركز الهجوم، ولد في 18 فبراير 1981 في Obrenovac ‏ في صربيا. لعب مع أمكار بيرم وجونبك هيونداي موتورز وريد بول سالزبورغ وفيسوا كراكوف ونادي أوستريا سالزبورغ ونادي بوسان أي بارك ونادي تشوكاريتشكي ويو تي أي أراد.

## وصلات خارجية
- برانكو رادوفانوفيتش على موقع دوري كوريا الجنوبية (الإنجليزية)
- برانكو رادوفانوفيتش على موقع قاعدة بيانات كرة القدم.إي يو (الإنجليزية)